# Калолимнос
Калолимнос (греч. Καλόλιμνος) — небольшой обитаемый остров в Греции, в архипелаге Додеканес. Расположен в проливе Чукаадасы Эгейского моря между островом Калимнос и полуостровом Бодрум, у юго-западного побережья Малой Азии. Наивысшая точка 115 м над уровнем моря. Административно относится к общине Калимнос в периферии Южные Эгейские острова. Население 2 человека по переписи 2011 года.
Восточнее находятся мелкие острова Иммия, севернее — остров Питта (Гаргари), южнее — остров Прассоло.
В итальянский период остров назывался Калолино (итал. Isola di Calolino).

## Население
| Год  | Население, человек |
| ---- | ------------------ |
| 1991 | 0                  |
| 2001 | 28                 |
| 2011 | ↘ 2                |